# Liste der DDR-Oberligaspieler der BSG Chemie Buna Schkopau
Die BSG Chemie Buna Schkopau, ein Vorgänger des SV Merseburg 99, spielte in der Saison 1981/82 in der DDR-Oberliga. Die DDR-Oberliga ist die höchste Spielklasse vom Deutschen Fußball-Verband. In dieser Liste werden alle Spieler aufgeführt, welche in dieser Saison von der BSG Chemie Buna Schkopau aufgeboten wurden.

## Informationen
Nachdem die BSG Chemie Buna seit 1973 regelmäßig in der zweitklassigen DDR-Liga gespielt hatte, gelang ihr 1981 überraschend der Aufstieg in die Oberliga. Die BSG ging 1981/82 zunächst mit 19 Spielern in ihre einzige Oberligasaison, von denen im Saisonverlauf 17 Spieler eingesetzt wurden. Der gemeldete Torhüter Ingolf Zänker und der gemeldete Angreifer Andreas Meyer kamen in der DDR-Oberliga nicht zum Einsatz. Im Laufe der Saison kamen mit Rainer Desens, Ulrich Göcht und Thomas Meichsner drei weitere Spieler hinzu, die in der Oberliga eingesetzt wurden. In der Rückrunde musste der 19-jährige Dieter Ceranski den zum Halleschen FC Chemie abgegebenen Stürmer Frank Kuhnt ersetzen. Insgesamt wurden während der Saison 1981/82 21 Spieler mit einem Durchschnittsalter von 25,9 Jahren in der Oberliga eingesetzt.

## Liste
| Spieler           | Einsätze | Tore | Position   | Geburtstag         | BSG-Zugehörigkeit |
| ----------------- | -------- | ---- | ---------- | ------------------ | ----------------- |
| Rainer Desens     | 3        | 0    | Tor        | 22. Mai 1959       | 1981–1983         |
| Jochen Habekuß    | 23       | 0    | Tor        | 18. Juli 1950      | 1961–1987         |
| Roland Demmer     | 25       | 1    | Abwehr     | 27. Oktober 1957   | 1980–1983         |
| Günter Koselowski | 8        | 0    | Abwehr     | 23. September 1952 | 1969–1983         |
| Gerd Koßmann      | 26       | 0    | Abwehr     | 21. August 1951    | 1971–1986         |
| Thomas Meichsner  | 23       | 1    | Abwehr     | 30. Dezember 1958  | 1981–1985         |
| Reinhard Radsch   | 24       | 1    | Abwehr     | 23. Oktober 1955   | 1979–1985         |
| Detlef Schäfer    | 18       | 0    | Abwehr     | 23. Juli 1954      | 1981–1983         |
| Stefanus Immig    | 1        | 0    | Mittelfeld | 8. November 1956   | 1967–1985         |
| Bernhard Kopf     | 6        | 2    | Mittelfeld | 17. März 1952      | 1972–1983         |
| Rainer Langer     | 19       | 0    | Mittelfeld | 8. September 1943  | 1973–1982         |
| Roland Nowotny    | 26       | 4    | Mittelfeld | 5. Oktober 1947    | 1979–1984         |
| Herbert Skowronek | 16       | 1    | Mittelfeld | 7. Dezember 1953   | 1974–1987         |
| Peter Thomas      | 12       | 0    | Mittelfeld | 17. März 1959      | 1981–1988         |
| Helmut Brandtner  | 22       | 1    | Angriff    | 14. Oktober 1954   | 1978–1985         |
| Dieter Ceranski   | 13       | 2    | Angriff    | 2. März 1963       |                   |
| Ulrich Göcht      | 2        | 0    | Angriff    | 22. April 1961     |                   |
| Günter Krosse     | 9        | 1    | Angriff    | 7. Januar 1950     | 1972–1983         |
| Frank Kuhnt       | 13       | 3    | Angriff    | 6. November 1954   | 1978–1981         |
| Ralf Pretzsch     | 26       | 1    | Angriff    | 17. November 1953  | 1980–1985         |
| Rainer Wallek     | 23       | 3    | Angriff    | 8. Juni 1959       | 1979–1983         |